# Alexei Konstantinowitsch Glebow

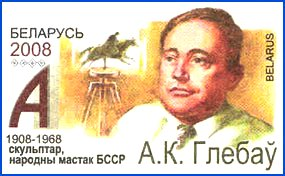
Briefmarke der Belpost zum 100. Geburtstag des Volkskünstlers der Weißrussischen SSR A. K. Glebow

Alexei Konstantinowitsch Glebow (russisch Алексей Константинович Глебов; * 11. Märzjul. / 24. März 1908greg. im Dorf Swerowitschi, Ujesd Krasny; † 2. Oktober 1968 in Minsk) war ein sowjetischer Bildhauer und Hochschullehrer.

## Leben
Glebow studierte 1926–1930 am Witebsker Kunst-Technikum bei Michail Kersin.
Im Deutsch-Sowjetischen Krieg war Glebow Soldat der Roten Armee und wurde schwer verwundet.
Glebow arbeitete viele Jahre lang an dem Denkmal für den ersten weißrussischen Drucker Francysk Skaryna. 1946 schuf er ein kleines Modell Skarynas mit einem Globus in der Hand. 1954 schnitzte er eine Holz-Statue Georgi Skarynas, die 1955 in Moskau auf der Allunionslandwirtschaftsausstellung gezeigt wurde.
Glebow lehrte in Minsk ab 1955 am Staatlichen Theater-Kunst-Institut der Weißrussischen Sozialistischen Sowjetrepublik (SSR) (seit 1991 Belarussische Staatliche Kunstakademie).
1967 schuf Glebow das Modell für das Skaryna-Denkmal in Polazk. Den Bronze-Guss führten seine Schüler Igor Glebow und Andrei Saspizki durch.
Glebows russisch beschrifteter Grabstein steht auf dem Minsker Ostfriedhof.
Glebows Namen trägt das Minsker Staatliche Kunst-College als Nachfolger des Witebsker Kunst-Technikums.

## Ehrungen, Preise
- Verdienter Kunstschaffender der Weißrussischen SSR (1944)[3]
- Volkskünstler der Weißrussischen SSR (1955)[2]
- Leninorden[2]
- Staatspreis der Weißrussischen SSR (1976 postum) für das Skaryna-Denkmal in Polazk[1]

## Werke (Auswahl)

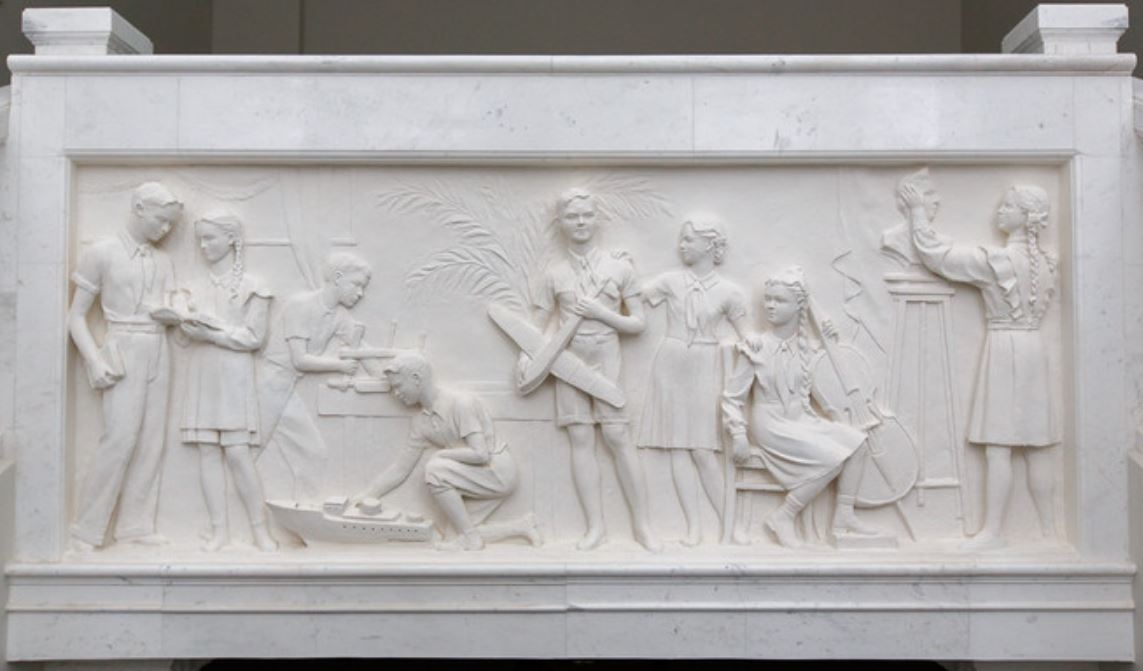
Leben der jungen Pioniere (1940)
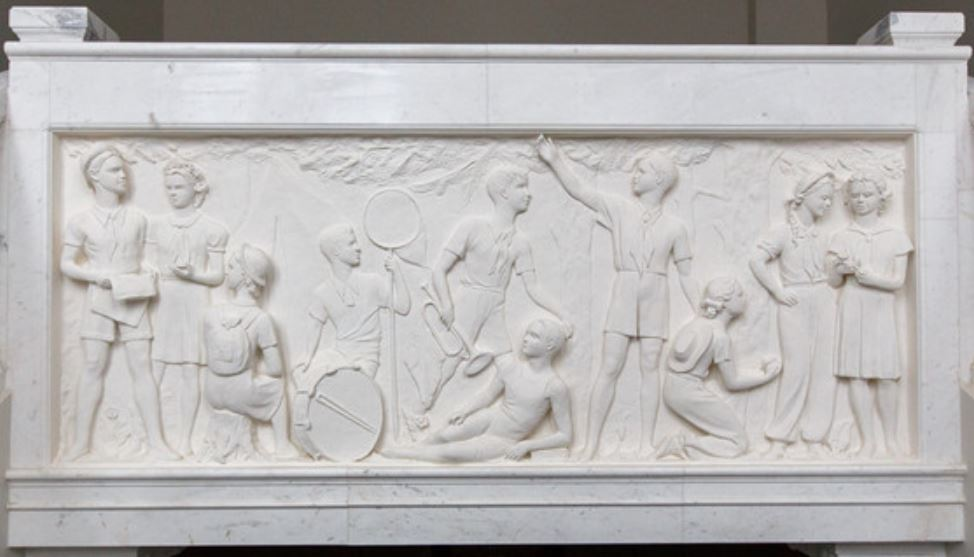
Leben der jungen Pioniere (1940)
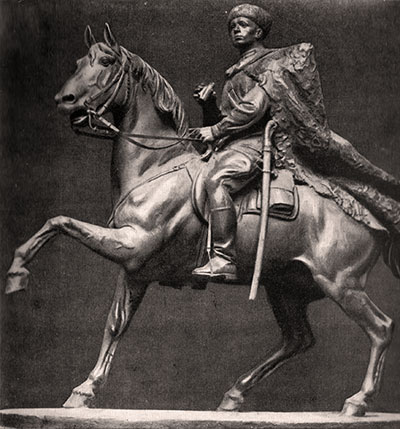
General Dowator (Gips, 1945), Kunstmuseum Witebsk
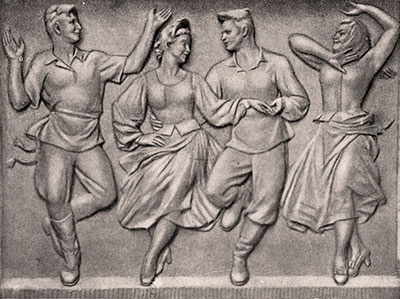
Ljawonicha (weißrussischer Tanz) (1947), Hotel Belarus, Minsk
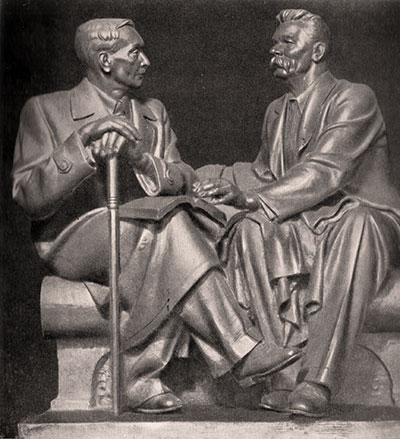
Maxim Gorki und Janka Kupala (Gips, 1947)
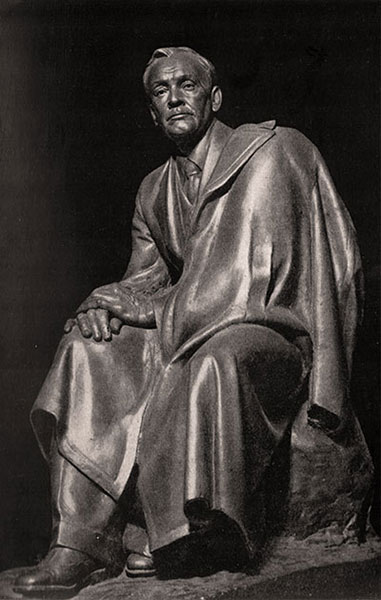
Janka Kupala (Gips, 1949)
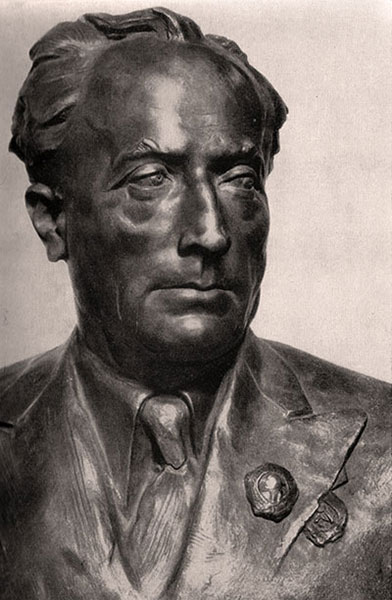
W. I. Wladomirski (Bronze, 1949)
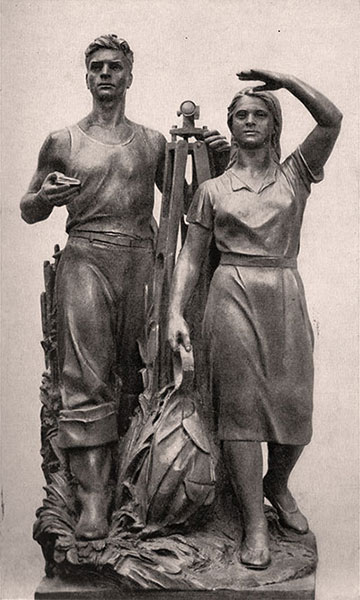
Neue Horizonte (1953)
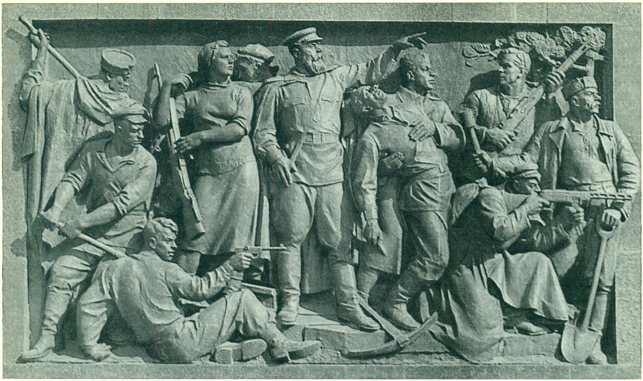
Weißrussische Partisanen (Bronze, 1954) für das Denkmal der Kämpfer der Roten Armee und der Partisanen in Minsk
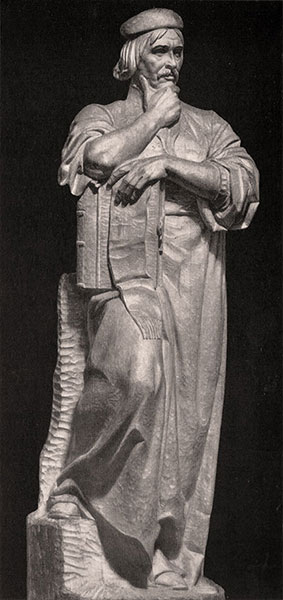
Georgi Skaryna (Holz, 1955)
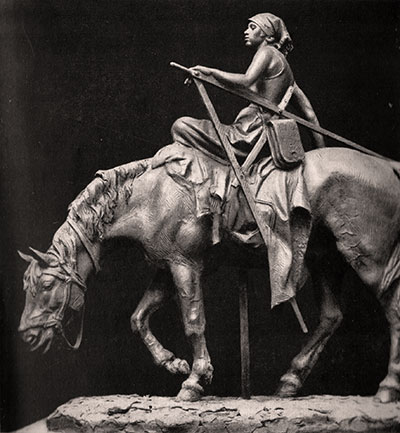
Heimkehr von der Arbeit (Gips, 1957)
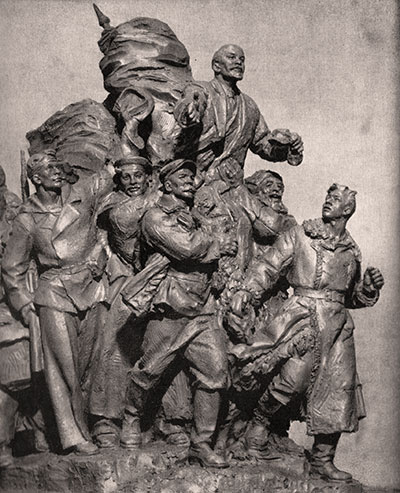
Eintreffen Lenins auf dem Finnländischen Bahnhof 1917 (Gips, 1957/1958)
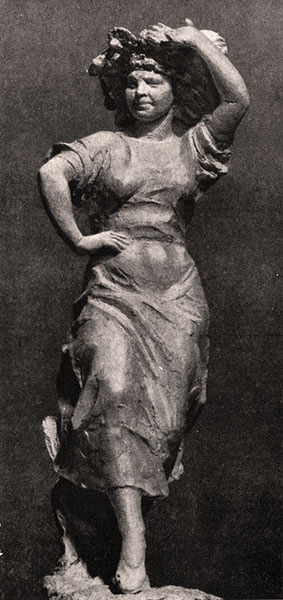
Die Ernte (Gips, 1958)
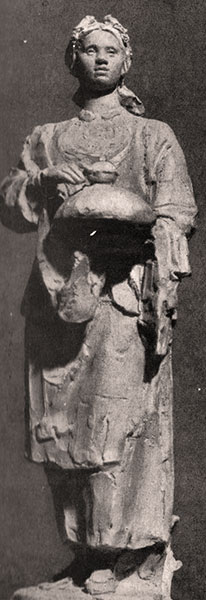
Brot und Salz (Gips, 1958)
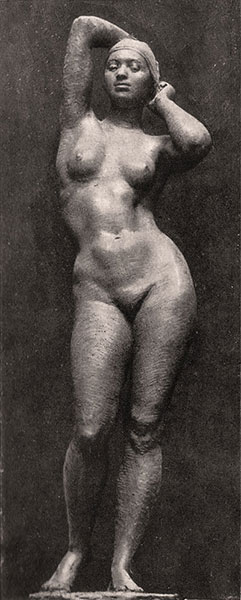
Etüde (Gips, 1959)
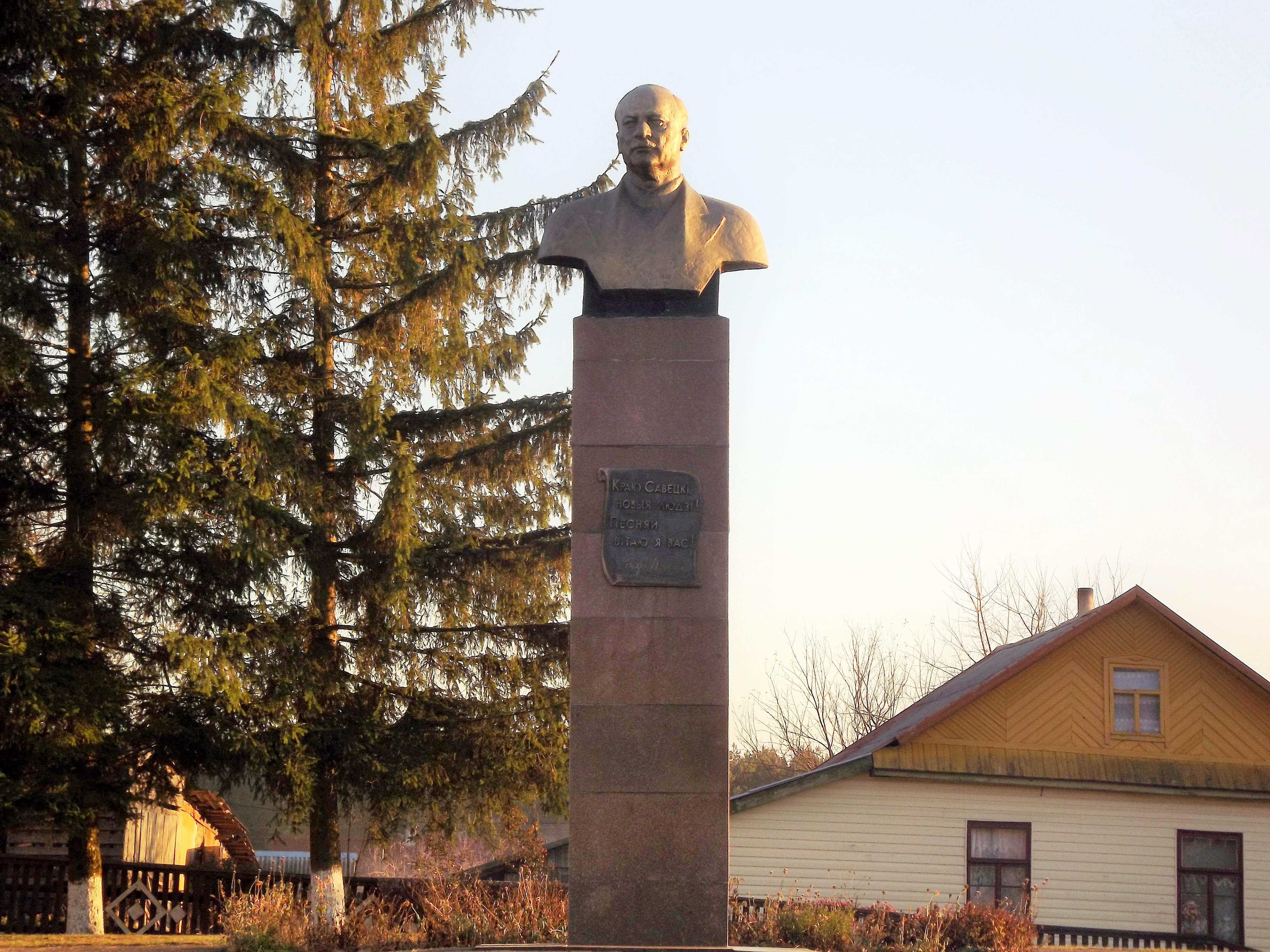
Jakub-Kolas-Denkmal (1972), Mikalajewschtschina, Rajon Stoubzy
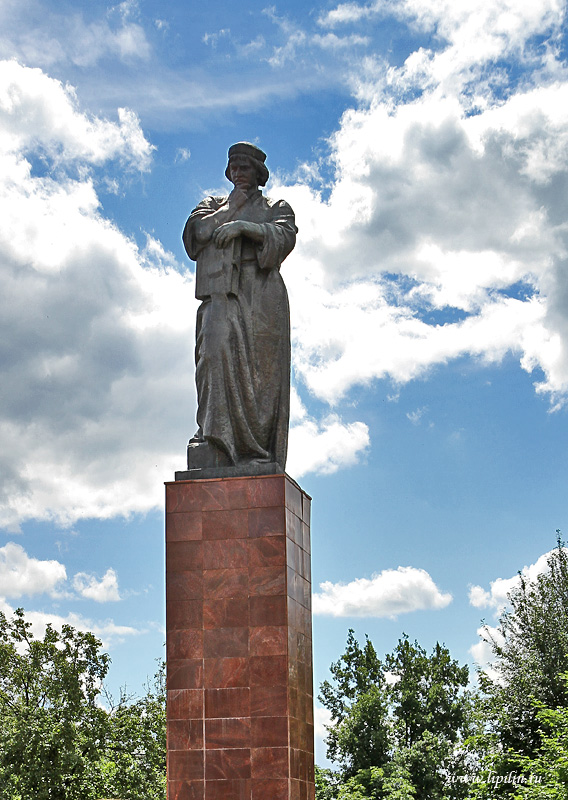
Skaryna-Denkmal (1974), Polazk